# Plesiozonus diomedeae
Plesiozonus diomedeae is een zee-egel uit de familie Paleopneustidae.
De wetenschappelijke naam van de soort werd in 1948 gepubliceerd door Theodor Mortensen.